# Shaun Wright-Phillips
Shaun Cameron Wright-Phillips (sinh 25 tháng 10 năm 1981) là cựu cầu thủ bóng đá chuyên nghiệp người Anh chơi ở vị trí tiền vệ cánh. Anh chơi ở Premier League và Football League cho các đội Manchester City, Chelsea và Queens Park Rangers, chơi ở Major League Soccer cho New York Red Bulls, chơi ở United Soccer League cho New York Red Bulls II và Phoenix Rising FC, và chơi ở cấp độ quốc tế cho Đội tuyển Anh.
Là sản phẩm của lò đào tạo trẻ Nottingham Forest, anh đã trải qua 13 mùa giải chơi ở Premier League cho các câu lạc bộ Manchester City, Chelsea và Queens Park Rangers. Năm 2015, anh chơi ở giải Major League Soccer cho câu lạc bộ New York Red Bulls cùng với người em trai Bradley. Shaun Wright-Phillips bắt đầu chơi cho câu lạc bộ Phoenix Rising FC từ năm 2017.
Tuyển thủ Anh đã ghi 6 bàn sau 36 lần ra sân cho đội tuyển quốc gia, trong đó bao gồm cả khi được chọn cho đội tuyển tham dự World Cup 2010.

## Cuộc sống ban đầu
Wright-Phillips là con trai của cựu cầu thủ bóng đá người Anh Ian Wright, người đã nhận nuôi anh khi anh mới được 3 tuổi. Em trai của anh Bradley Wright-Phillips cũng là cầu thủ bóng đá chuyên nghiệp và là cầu thủ ghi bàn xuất sắc nhất mọi thời đại của câu lạc bộ New York Red Bulls. Sinh ra ở Greenwich, anh lớn lên ở Brockley và theo học tại trường Haberdashers' Aske's Hatcham College ở New Cross Gate. Wright-Phillips là người gốc Trinidadian và Grenadian.

## Sự nghiệp câu lạc bộ

### Manchester City
Wright-Phillips được ra mắt câu lạc bộ Nottingham Forest ở tuổi 17 và Manchester City đã đưa anh đến Maine Road. Anh bắt đầu chơi cho đội một ở vòng 2 League Cup trong trận đấu gặp Burnley thay thế cho cầu thủ Terry Cooke.. Trận ra mắt giải đấu của anh diễn ra 2 tháng sau đó trong trận đấu với câu lạc bộ Port Vale. Được đưa vào sân với vai trò tiền đạo dự bị anh đã đưa đội của mình từ chỗ bị dẫn trước 1-0 đã lội ngược dòng và giành thắng lợi 2-1.

### Chelsea
Vào ngày 18 tháng 7 năm 2005, Wright-Phillips đã hoàn tất vụ chuyển nhượng trị giá 21 triệu Bảng Anh khi chuyển sang chơi bóng cho nhà đương kim vô địch Premier League Chelsea, trở về quê hương London của anh. Anh chơi cho câu lạc bộ theo hợp đồng có thời hạn 5 năm sau khi đồng ý các điều khoản cá nhân và kiểm tra y tế. Trước đó anh đã nói rằng anh sẽ không rời Manchester City. Những lần ra sân của anh cho câu lạc bộ rất hạn chế, chỉ đá chính 15 trận tro Chelsea trong mùa giải 2005-06 và phải vật lộn để tìm kiếm phong độ ghi bàn. Mùa giải đầu tiên không được ra sân nhiều với Chelsea đã lên đến đỉnh điểm khiến anh bõ lỡ cơ hội đến Đức đẻ chơi cho đội tuyển Anh tại kỳ World Cup 2006.

### Trở lại Manchester City
Vào ngày 28 tháng 8 năm 2008, anh quay trở lại câu lạc bộ cũ Manchester City theo một bản hợp đồng bốn năm và khoản phí không được tiết lộ, được cho là khoảng 8,5 triệu bảng. Ở lần thứ hai ra mắt, Wright-Phillips ghi 2 bàn thắng trong trận đấu làm khách trước chủ nhà Sunderland ở trận thắng 3-0 tại Premier League. Bàn thắng thứ 3 của anh cho City đến trong trận thắng 6-0 trước câu lạc bộ Portsmouth vào ngày 21 tháng 9 năm 2008. Wright-Phillips đã cân bằng kỷ lục ghi bàn của mình ở Chelsea chỉ hơn một tháng sau khi trở lại City.

### Queens Park Rangers
Vào ngày 31 tháng 8 năm 2011, ngày cuối cùng của kỳ chuyển nhượng, Wright-Phillips ký với Queens Park Rangers một bản hợp đồng 4 năm và một khoản phí không được tiết lộ. Anh có trận ra mắt trọn vẹn 90 phút cho QPR trước câu lạc bộ Newcastle United vào ngày 12 tháng 9 năm 2011, được đưa vào đội hình tiêu biểu và trở thành cầu thủ xuất sắc nhất trận đấu. Anh đã không ghi được bàn thắng nào trong gần một năm trước khi bàn đầu tiên vào mùa giải tiếp theo cho QPR trước đối thủ là câu lạc bộ Walsall ở League Cup vào ngày 28 thắng 8 năm 2012. Bàn thắng duy nhât của anh cho QPR ở Premier League đến trong trận đấu derby với câu lạc bộ cũ Chelsea vào ngày 2 tháng 1 năm 2013,trận đấu kết thúc với tỷ số 1-0.

### New York Red Bulls
Vào tháng 6 năm 2015, Wright-Phillips bắt đầu tập luyện với câu lạc bộ ở giải Major League Soccer New York Red Bulls để lấy lại thể lực sau khi rời QPR. Gây ấn tượng với huấn luyện viên trưởng Jesse Marsch, ông đề nghị anh ký hợp đồng với câu lạc bộ khi hợp đồng của anh ấy chính thức hết hạn vào ngày 30 tháng 6.

### Phoenix Rising FC
Vào ngày 23 tháng 2 năm 2017, Wright-Phillips ký hợp đồng với câu lạc bộ ở giải United Soccer League Phoenix Rising FC. Anh có trận ra mắt vào ngày 26 tháng 3 năm 2017 sau khi đánh bại câu lạc bộ Toronto FC II với tỷ số 1-0.
Wright-Phillips thông báo giã từ sự nghiệp thi đấu chuyên nghiệp vào ngày 24 tháng 8 năm 2019 ở tuổi 37.

## Sự nghiệp quốc tế
Wright-Phillips có trận ra mắt đội tuyển Anh khi vào sân thay thế Nicky Butt trong trận đấu với đội tuyển Ukraina vào ngày 18 tháng 8 năm 2004. Anh ghi bàn thắng cuối cùng của đội tuyển Anh trong chiến thắng 3-0, được BBC Sport mô tả là "một pha chạy chỗ hoàn thiện với một kết thúc tuyệt vời." Anh là một thành viên xuất hiện đều đặn trong các trận đấu của đội tuyển Anh chong chiến dịch vòng loại World Cup 2006, với trận thi đấu đầu tiên của anh là trong trận thắng 1-0 ở sân khách trước đội tuyển đội tuyển xứ Wales. Tuy nhiên, sau khi phong độ sa sút đặc biệt là màn trình diện tệ hại trước đội tuyển Bắc Ireland và ít khi được thi đấu sau khi chuyển đến Chelsea, anh đã bỏ lỡ một suất trong đội hình tham dự vòng chung kết World Cup 2006.

## Thống kê sự nghiệp

### Câu lạc bộ
| Câu lạc bộ                   | Mùa giải            | Giải đấu             | Giải đấu | Giải đấu  | Cúp quốc gia | Cúp quốc gia | League Cup | League Cup | Châu lục | Châu lục  | Khác    | Khác      | Tổng cộng | Tổng cộng |
| Câu lạc bộ                   | Mùa giải            | Giải đấu             | Số trận  | Bàn thắng | Số trận      | Bàn thắng    | Số trận    | Bàn thắng  | Số trận  | Bàn thắng | Số trận | Bàn thắng | Số trận   | Bàn thắng |
| ---------------------------- | ------------------- | -------------------- | -------- | --------- | ------------ | ------------ | ---------- | ---------- | -------- | --------- | ------- | --------- | --------- | --------- |
| Manchester City              | 1999–2000           | First Division       | 4        | 0         | 0            | 0            | 1          | 0          | —        | —         | —       | —         | 5         | 0         |
| Manchester City              | 2000–01             | Premier League       | 15       | 0         | 0            | 0            | 4          | 0          | —        | —         | —       | —         | 19        | 0         |
| Manchester City              | 2001–02             | First Division       | 35       | 8         | 3            | 0            | 2          | 0          | —        | —         | —       | —         | 40        | 8         |
| Manchester City              | 2002–03             | Premier League       | 31       | 1         | 1            | 0            | 2          | 0          | —        | —         | —       | —         | 34        | 1         |
| Manchester City              | 2003–04             | Premier League       | 34       | 7         | 4            | 1            | 2          | 2          | 6        | 1         | —       | —         | 46        | 11        |
| Manchester City              | 2004–05             | Premier League       | 34       | 10        | 1            | 0            | 2          | 1          | —        | —         | —       | —         | 37        | 11        |
| Manchester City              | Tổng cộng           | Tổng cộng            | 153      | 26        | 9            | 1            | 13         | 3          | 6        | 1         | —       | —         | 181       | 31        |
| Chelsea                      | 2005–06             | Premier League       | 27       | 0         | 4            | 0            | 1          | 0          | 6        | 0         | 1       | 0         | 39        | 0         |
| Chelsea                      | 2006–07             | Premier League       | 27       | 2         | 7            | 3            | 3          | 0          | 6        | 1         | 1       | 0         | 44        | 6         |
| Chelsea                      | 2007–08             | Premier League       | 27       | 2         | 3            | 1            | 5          | 1          | 5        | 0         | 1       | 0         | 41        | 4         |
| Chelsea                      | 2008–09             | Premier League       | 1        | 0         | —            | —            | —          | —          | —        | —         | —       | —         | 1         | 0         |
| Chelsea                      | Tổng cộng           | Tổng cộng            | 82       | 4         | 14           | 4            | 9          | 1          | 17       | 1         | 3       | 0         | 125       | 10        |
| Manchester City              | 2008–09             | Premier League       | 27       | 5         | 1            | 0            | 0          | 0          | 9        | 3         | —       | —         | 37        | 8         |
| Manchester City              | 2009–10             | Premier League       | 30       | 4         | 2            | 1            | 6          | 2          | —        | —         | —       | —         | 38        | 7         |
| Manchester City              | 2010–11             | Premier League       | 7        | 0         | 3            | 0            | 0          | 0          | 9        | 1         | —       | —         | 19        | 1         |
| Manchester City              | 2011–12             | Premier League       | 0        | 0         | —            | —            | —          | —          | —        | —         | 0       | 0         | 0         | 0         |
| Manchester City              | Tổng cộng           | Tổng cộng            | 64       | 9         | 6            | 1            | 6          | 2          | 18       | 4         | 0       | 0         | 94        | 16        |
| Queens Park Rangers          | 2011–12             | Premier League       | 32       | 0         | 2            | 0            | —          | —          | —        | —         | —       | —         | 34        | 0         |
| Queens Park Rangers          | 2012–13             | Premier League       | 20       | 1         | 1            | 0            | 1          | 1          | —        | —         | —       | —         | 22        | 2         |
| Queens Park Rangers          | 2013–14             | Championship         | 11       | 0         | 0            | 0            | 2          | 0          | —        | —         | 0       | 0         | 13        | 0         |
| Queens Park Rangers          | 2014–15             | Premier League       | 4        | 0         | 0            | 0            | 1          | 0          | —        | —         | —       | —         | 5         | 0         |
| Queens Park Rangers          | Tổng cộng           | Tổng cộng            | 67       | 1         | 3            | 0            | 4          | 1          | —        | —         | 0       | 0         | 74        | 2         |
| New York Red Bulls           | 2015                | Major League Soccer  | 14       | 1         | —            | —            | —          | —          | —        | —         | —       | —         | 14        | 1         |
| New York Red Bulls           | 2016                | Major League Soccer  | 7        | 0         | 1            | 0            | —          | —          | 3        | 0         | —       | —         | 11        | 0         |
| New York Red Bulls           | Tổng cộng           | Tổng cộng            | 21       | 1         | 1            | 0            | —          | —          | 3        | 0         | —       | —         | 25        | 1         |
| New York Red Bulls II (mượn) | 2016                | United Soccer League | 1        | 0         | —            | —            | —          | —          | —        | —         | —       | —         | 1         | 0         |
| Phoenix Rising FC            | 2017                | United Soccer League | 26       | 3         | 1            | 0            | —          | —          | —        | —         | —       | —         | 27        | 3         |
| Tổng cộng sự nghiệp          | Tổng cộng sự nghiệp | Tổng cộng sự nghiệp  | 413      | 44        | 34           | 6            | 32         | 7          | 44       | 6         | 3       | 0         | 527       | 63        |

1. ↑  Bao gồm FA Cup, U.S. Open Cup
2. ↑  Bao gồm League Cup
3. 1 2  Số trận ở UEFA Cup
4. 1 2 3  Số trận ở UEFA Champions League
5. 1 2 3  Số trận ở FA Community Shield
6. ↑  Số trận ở UEFA Europa League
7. ↑  Số trận ở CONCACAF Champions League

### Quốc tế
| Đội tuyển quốc gia | Năm       | Số trận | Bàn thắng |
| ------------------ | --------- | ------- | --------- |
| Anh                | 2004      | 3       | 1         |
| Anh                | 2005      | 4       | 0         |
| Anh                | 2006      | 4       | 0         |
| Anh                | 2007      | 7       | 2         |
| Anh                | 2008      | 4       | 1         |
| Anh                | 2009      | 7       | 1         |
| Anh                | 2010      | 7       | 1         |
| Tổng cộng          | Tổng cộng | 36      | 6         |

| Thứ tự | Ngày                      | Sân vận động                                 | Cap | Đối thủ | Tỷ số | Kết quả | Giải đấu                      | Chú thích |
| ------ | ------------------------- | -------------------------------------------- | --- | ------- | ----- | ------- | ----------------------------- | --------- |
| 1      | ngày 18 tháng 8 năm 2004  | St James' Park, Newcastle upon Tyne, England | 1   | Ukraina | 3–0   | 3–0     | Giao hữu                      | [ 21 ]    |
| 2      | ngày 8 tháng 9 năm 2007   | Wembley Stadium, London, England             | 14  | Israel  | 1–0   | 3–0     | Vòng loại UEFA Euro 2008      | [ 41 ]    |
| 3      | ngày 13 tháng 10 năm 2007 | Wembley Stadium, London, England             | 16  | Estonia | 1–0   | 3–0     | Vòng loại UEFA Euro 2008      | [ 42 ]    |
| 4      | ngày 6 tháng 2 năm 2008   | Wembley Stadium, London, England             | 19  | Thụy Sĩ | 2–1   | 2–1     | Giao hữu                      | [ 43 ]    |
| 5      | ngày 14 tháng 10 năm 2009 | Wembley Stadium, London, England             | 28  | Belarus | 2–0   | 3–0     | Vòng loại FIFA World Cup 2010 | [ 44 ]    |
| 6      | ngày 3 tháng 3 năm 2010   | Wembley Stadium, London, England             | 30  | Ai Cập  | 2–1   | 3–1     | Giao hữu                      | [ 45 ]    |

## Danh hiệu
Manchester City
- Football League First Division: 2001–02[46]

Chelsea
- Premier League: 2005–06[47]
- FA Cup: 2006–07[48]
- FA Community Shield: 2005[49]
- Football League Cup á quân: 2007–08[50]